# راديو بادابا
راديو بادابا (99.3 إف إم ) هي محطة إذاعية تملكها وتشغلها شبكة وسائط راديو لان. وهي بمثابة الراية لشبكة راديو بادابا. تقع الاستوديوهات وجهاز الإرسال في قرية Sampaguita ، Brgy. سان خوان، رورو، مدينة سورسوجون .

## المحطات
| علامة إتصال | تكرار           | الطاقة (كيلوواط) | المناطق المغطاة |
| ----------- | --------------- | ---------------- | --------------- |
| DWAO        | 95.3 ميغا هيرتز | 5000 واط         | بولان           |
| DZAA        | 93.3 ميجا هرتز  | 5000 واط         | فيراك           |

## تاريخ
تم إنشاء المحطة في عام 2009 على 103.9 FM مملوكة لمؤسسة السيدة العذراء. في عام 2017، انتقلت إلى مركز الحلفاء للإذاعة 99.9 FM . في مارس 2022، نقلت عملياتها عبر الإنترنت، مع سيطرة Wow Smile Radio على تردد المحطة. بعد شهر، انتقل من 99.9 FM إلى 99.3 FM بسبب الطلب بإعطاء تردد NTC جديد لراديو Wow Smile.